# Germanik (imię)
Germanik – imię męskie pochodzenia łacińskiego, oznaczające "pochodzący z Germanii". Patronem tego imienia jest św. Germanik, żyjący w I/II wieku. 
Germanik imieniny obchodzi 19 stycznia i 11 października.

Zobacz też:
- Germanik (Gaius Claudius Drusus Caesar Germanicus)